# Груздов, Павел Иванович
Павел Иванович Груздов — советский хозяйственный, государственный и политический деятель.

## Биография
Родился в 1923 году в деревне Клушино. Член КПСС.
Участник Великой Отечественной войны: комсорг 915-го стрелкового полка 246-й стрелковой Шумской дивизии
В 1961—1965 — секретарь, второй секретарь Фрунзенского районного комитета КПСС города Москвы.
В 1968—1974 — председатель исполнительного комитета Фрунзенского Совета депутатов трудящихся города Москвы.
В 1968—1974 — председатель исполнительного комитета Киевского Совета депутатов трудящихся города Москвы.
Избирался депутатом Московского городского совета.
С 1980 — персональный пенсионер союзного значения
Делегат XXIV съезда КПСС.
Умер в Москве в 1980 году. Похоронен на Калитниковском кладбище.

## Награды
- Орден Отечественной войны I степени (07.07.1945)
- Орден Отечественной войны II степени (29.01.1945, 14.03.1945)
- Орден Красной Звезды (11.05.1944)
- Орден Знак Почёта (20.12.1966)